# Sida (huyện)
Sida (tiếng Thái: สีดา) là một huyện (amphoe) ở đông bắc của tỉnh Nakhon Ratchasima, đông bắc Thái Lan.

## Lịch sử
Khu vực Sida đã được tách ra từ huyện Bua Yai và lập thành tiểu huyện ngày 1 tháng 7 năm 1997.
Theo quyết định của chính phủ Thái Lan ngày 15 tháng 5 năm 2007, tất cả 81 tiểu huyện đều được nâng thành huyện. Với việc đăng công báo hoàng gia ngày 24 tháng 8, việc nâng cấp thành chính thức.

## Địa lý
Các huyện giáp ranh (từ phía bắc theo chiều kim đồng hồ) là Bua Lai, Prathai, Non Daeng và Bua Yai.

## Hành chính
Huyện này được chia thành 5 phó huyện (tambon), các đơn vị này lại được chia ra thành 50 làng (muban). Sida cũng là một thị trấn (thesaban tambon) và nằm trên một số khu vực của tambon Sida, Phon Thong và Sam Mueang.
| 1. | Sida         | สีดา        |  |
| 2. | Phon Thong   | โพนทอง     |  |
| 3. | Non Pradu    | โนนประดู่    |  |
| 4. | Sam Mueang   | สามเมือง    |  |
| 5. | Nong Tat Yai | หนองตาดใหญ่ |  |